# Николич, Марко (тренер)
Марко Николич (серб. Марко Николић / Marko Nikolić; род. 20 июля 1979, Белград) — сербский футбольный тренер, недолгое время был футболистом, выступал на позиции полузащитника. Главный тренер греческого клуба АЕК.

## Карьера игрока
Марко Николич начал заниматься футболом в молодёжной команде «Рад», пройдя в ней все уровни подготовки. В 1998 году он был отдан в аренду в клуб третьего дивизиона «Дорчол», однако в скором времени получил тяжёлую травму и был вынужден завершить игровую карьеру.

## Тренерская карьера

### «Рад»
Вскоре после этого начал работать тренером. Семь лет он возглавлял молодёжную команду «Рада», за которую выступал сам совсем недавно, затем ненадолго стал ассистентом главного тренера команды, и, наконец, осенью 2008 года сам возглавил команду. В возрасте 29 лет Николич стал самым молодым тренером в истории сербского футбола. В первом матче под его руководством «Рад» со счётом 1:0 одолел «Войводину», а по итогам сезона команда сумела избежать понижения в классе. Сезон 2010/2011 команда завершила на 4-м месте, квалифицировавшись в Лигу Европы. После этого успеха молодой тренер покинул пост.

### Сборная Сербии
Проработав некоторое время с юношеской сборной Сербии, Николич в марте 2012 года вернулся в «Рад», отработав в нём ещё сезон.

### «Войводина»
7 июня 2013 года Николич был назначен главным тренером «Войводины», но проработав в ней всего полгода покинул пост по взаимному согласию сторон.

### «Партизан»
16 декабря 2013 года впервые возглавил «Партизан» (который был действующим чемпионом страны), сменив на посту Вука Рашовича. Однако отстоять чемпионский титул команда не сумела, став по итогам сезона лишь второй. Следующий сезон во главе «Партизана» Николич не доработал и был уволен 25 марта 2015 года. Уже после его ухода команда всё же сумела стать чемпионом.

### «Олимпия»
11 января 2016 года тренер возглавил словенский клуб «Олимпия» из Любляны, но проработал в ней лишь три месяца. 14 апреля Николич был дисквалифицирован на семь матчей и оштрафован на 1500 евро, после того как оскорбил игрока своей команды на расистской почве несколькими днями ранее. В результате 18 апреля расторг контракт с клубом по взаимному согласию.

### «Партизан»
16 августа 2016 года Николич вернулся в «Партизан», подписав с клубом двухлетний контракт. Под его руководством «чёрно-белые» выдали 37-матчевую беспроигрышную серию (выиграв 33 матча и ещё четыре закончив вничью) и выиграли «золотой дубль». После этого успеха тренер предпочёл оставить занимаемый пост.

### «МОЛ Фехервар»
6 июня 2017 года стал главным тренером венгерского клуба «МОЛ Фехервар», с которым в первый же сезон выиграл чемпионский титул, а на следующий год завоевал Кубок Венгрии. 25 ноября 2019 года после нескольких неудачных матчей Николич был уволен со своего поста.

### «Локомотив» (Москва)
14 мая 2020 года был назначен на пост главного тренера московского «Локомотива», сменив на этом посту Юрия Сёмина. В первом матче под руководством Николича «железнодорожники» одержали победу над «Оренбургом» (1:0), однако большая часть активных фанатов клуба покинула трибуны на 20-й минуте игры, высказав тем самым протест против увольнения Сёмина, которого сам Николич назвал «главной легендой „Локомотива“». До конца сезона «Локомотиву» под руководством Николича удалось удержать второе место в чемпионате, дающее право выступать в групповом этапе Лиги чемпионов.
По итогам следующего сезона Николич сумел выиграть с «Локомотивом» Кубок России, переиграв в финальном матче «Крылья Советов» со счётом 3:1. Помимо этого команда выиграла бронзовые медали чемпионата России, лишь в последнем туре упустив возможность занять второе место и попасть в Лигу чемпионов. Особенно ярко «красно-зелёные» выступили в весенней части чемпионата, выиграв 9 матчей из 11 (вместе с играми в кубке победная серия составила 11 игр подряд, что стало повторением клубного рекорда 1995 года), однако в 28-м туре подопечные Николича были разгромлены «Зенитом» (который в этом матче оформил чемпионский титул) со счётом 1:6.
5 октября 2021 года покинул пост главного тренера «Локомотива» по обоюдному согласию сторон.

### «Шабаб Аль-Ахли»
1 июля 2023 года Николич вернулся к тренерской работе, подписав контракт с клубом «Шабаб Аль-Ахли» из ОАЭ. Под его руководством клуб одержал победу в национальном Суперкубке. Однако уже 30 мая 2024 года «Шабаб Аль-Ахли» и Николич расторгли контракт по обоюдному согласию сторон, после того, как клуб лишился шансов на завоевание чемпионского титула и завершил сезон на втором месте в турнирной таблице.

### ЦСКА (Москва)
4 июня 2024 года московский ЦСКА и Николич достигли принципиальной договорённости о сотрудничестве и подписании контракта в ближайшее время. 6 июня Николич стал главным тренером ЦСКА, подписав двухлетний контракт. В дебютном матче команда Марко сыграла в нулевую ничью с «Ростовом». Первая победа под руководством серба была одержана в выездном матче в Нижнем Новгороде, в той игре ЦСКА обыграл «Пари НН» со счётом 0:3.
4 августа 2024 года ЦСКА в домашнем матче под руководством Николича разгромил «Оренбург» со счётом 5:1. Эта победа стала самой крупной для Марко в РПЛ (Прежде самой крупной для сербского специалиста была победа над «Тамбовом» с «Локомотивом» 24 апреля 2021-го в Саранске со счётом 5:2).
1 июня 2025 московский ЦСКА во главе с Николичем выиграл Кубок России, победив «Ростов» в финальном матче по серии пенальти (0:0, по пенальти 4:3). Таким образом, для Николича этот трофей стал вторым, который он завоевал во время работы в РПЛ (первый трофей в РПЛ он взял во время тренерской работы в московском «Локомотиве», выиграв Кубок России в сезоне 2020/21). Также по итогу сезона он завоевал бронзовые медали в чемпионате, заняв третье место и набрав 59 очков, уступив только «Зениту» и «Краснодару».
9 июня 2025 года Николич покинул московский клуб ради работы в другом клубе.

### АЕК (Афины)
14 июня 2025 года стал главным тренером греческого клуба АЕК.

## Тренерская статистика
| Клуб               | Начало работы   | Окончание работы | Результаты | Результаты | Результаты | Результаты | Результаты | Результаты |
| Клуб               | Начало работы   | Окончание работы | И          | В          | Н          | П          | В %        |            |
| ------------------ | --------------- | ---------------- | ---------- | ---------- | ---------- | ---------- | ---------- | ---------- |
| Рад                | 26 октября 2008 | 23 мая 2011      | 86         | 31         | 28         | 27         | 036,05     |            |
| Рад                | 6 марта 2012    | 7 июня 2013      | 47         | 20         | 10         | 17         | 042,55     |            |
| Воеводина          | 7 июня 2013     | 9 декабря 2013   | 26         | 12         | 10         | 4          | 046,15     |            |
| Партизан           | 16 декабря 2013 | 25 марта 2015    | 51         | 34         | 11         | 6          | 066,67     |            |
| Олимпия            | 11 января 2016  | 18 апреля 2016   | 8          | 4          | 4          | 0          | 050,00     |            |
| Партизан           | 4 августа 2016  | 31 мая 2017      | 41         | 35         | 4          | 2          | 085,37     |            |
| МОЛ Фехервар       | 6 июня 2017     | 25 ноября 2019   | 120        | 69         | 27         | 24         | 057,50     |            |
| Локомотив (Москва) | 1 июня 2020     | 5 октября 2021   | 62         | 29         | 18         | 15         | 046,77     |            |
| Шабаб Аль-Ахли     | 1 июля 2023     | 2 июня 2024      | 31         | 19         | 4          | 8          | 061,29     |            |
| ЦСКА (Москва)      | 6 июня 2024     | 9 июня 2025      | 43         | 26         | 10         | 7          | 060,47     |            |
| АЕК (Афины)        | 14 июня 2025    | н. в.            | 4          | 2          | 2          | 0          | 050,00     |            |
| Всего              | Всего           | Всего            | 519        | 281        | 128        | 110        | 054,14     |            |

## Достижения

### Командные
Партизан
- Чемпион Сербии: 2016/17
- Обладатель Кубка Сербии: 2016/17

МОЛ Фехервар
- Чемпион Венгрии: 2017/18
- Обладатель Кубка Венгрии: 2018/19

Локомотив
- Серебряный призёр чемпионата России: 2019/20
- Обладатель Кубка России: 2020/21

Шабаб Аль-Ахли
- Обладатель Суперкубка ОАЭ: 2023

ЦСКА
- Бронзовый призёр чемпионата России: 2024/25
- Обладатель Кубка России: 2024/25

### Индивидуальные
- Лучший тренер сезона в Сербии: 2016/17
- Лучший тренер месяца чемпионата России (4): март 2021[31], апрель 2021[32], март 2025[33], апрель 2025[34].